# Blumenbar

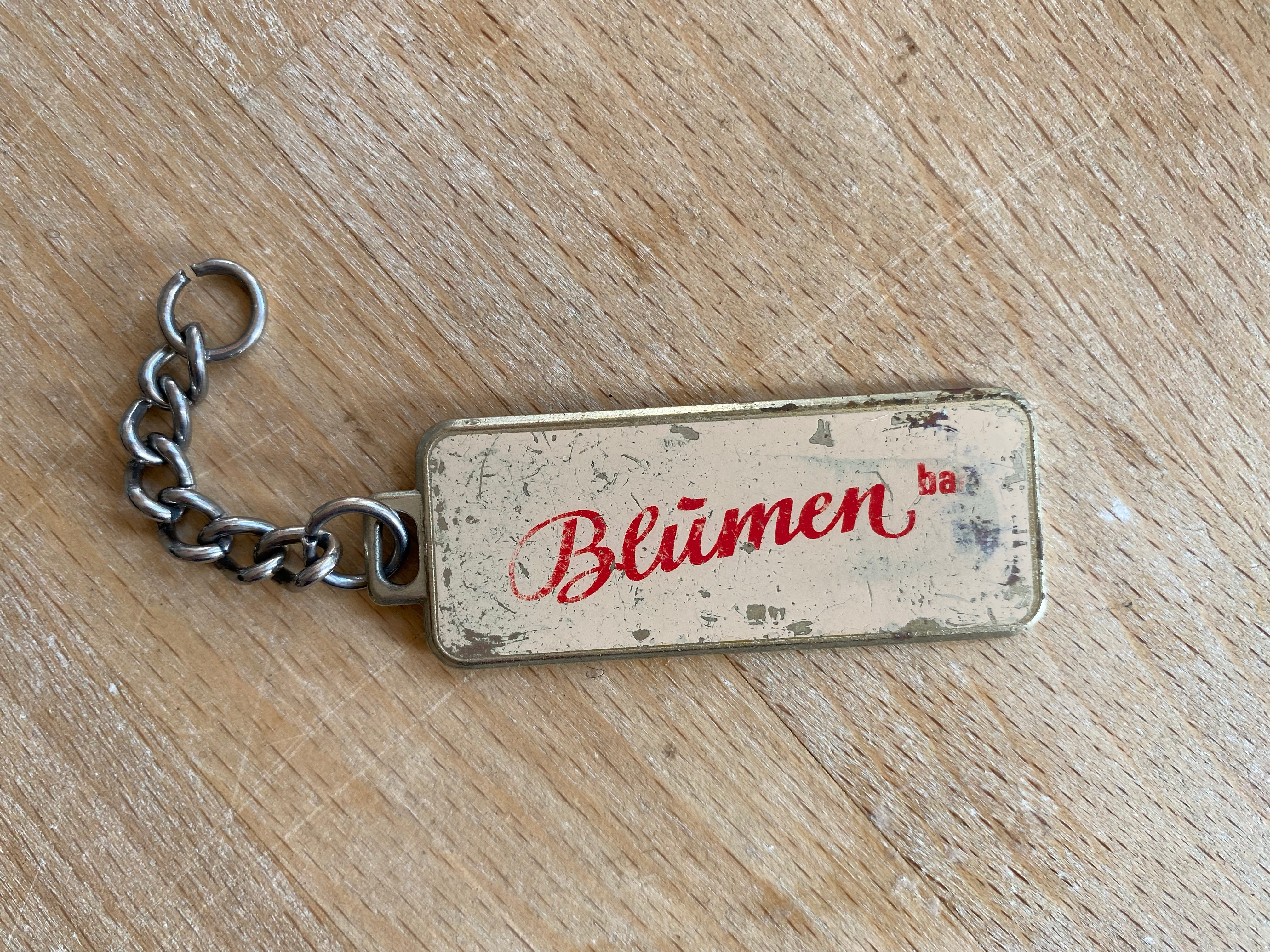
Einer der Schlüsselanhänger mit Verlagslogo, die 2002 an die Mitglieder des Blumenbar-Clubs vergeben wurden (2022)

Blumenbar war ein unabhängiger Buchverlag, der 2002 von dem Kulturredakteur Wolfgang Farkas (* 1967) und dem Verlagskaufmann Lars Birken-Bertsch (* 1968) in München gegründet worden war und ab September 2009 seinen Hauptsitz in Berlin hatte. Seit März 2012 wird Blumenbar als Imprint des Berliner Aufbau-Verlags weitergeführt.

## Geschichte
Hervorgegangen ist Blumenbar aus dem gleichnamigen literarischen Salon, den die beiden Gründer seit 1997 in ihrer Wohnung in der Blumenstraße 3 in München und an wechselnden Orten veranstalteten. Maßgeblich für die Verlagsgründung war die Bildung des Blumenbar Clubs, einer literarisch und kulturell interessierten Community. Die Mitglieder erhielten 2002 gegen Zahlung eines Mindestbeitrags von 50 Euro einen Schlüsselanhänger mit Verlagslogo. Der Anhänger berechtigte zu ermäßigtem Eintritt bei Blumenbar-Veranstaltungen. Das durch die Aktion eingenommene Geld finanzierte die Anfänge des Verlags mit.
In der Folgezeit entwickelte sich Blumenbar zu einem der bekanntesten und einflussreichsten Labels der jüngeren Verlagsszene. Ab 2006 wurde der Verlag als Kommanditgesellschaft betrieben. 2008 kaufte sich ein Venture-Kapitalgeber ein. Blumenbar zählte zur Gruppe der Independent-Verlage. Das Programm mit dem Schwerpunkt deutschsprachige und internationale Gegenwartsliteratur stand für ein Crossover aus Literatur, Kunst, Popkultur, Clubkultur und gesellschaftspolitischen Themen.
Anfang 2012 wurde die Marke Blumenbar an die Aufbau Verlagsgruppe verkauft. Die verlegerische Verantwortung für den neu positionierten Blumenbar Verlag übernahm bis zu seinem Ausscheiden Aufbau-Geschäftsführer René Strien. Heute liegt die verlegerische Verantwortung bei Aufbau-Verlagsleiter Gunnar Cynybulk, der u. a. Monika Zeiner und Bov Bjerg in den Verlag holte.
Ende Oktober 2022 wurde bekannt, dass die Blumenbar-Verlagsgründer Wolf Farkas und Lars Birken-Bertsch das umfangreiche Verlagsarchiv aus den Jahren 1997 bis 2012 an die Monacensia (Literatur- und Forschungsarchiv der Stadt München) verkauft haben.

## Autoren des Verlags
Zum deutschsprachigen Autorenpool des Originalverlags gehörten Matthias Hirth, FX Karl, Olaf Kraemer, Tom Kummer, Hans-Peter Kunisch, PeterLicht, Thomas Palzer, Jasmin Ramadan, Walter Rufer, Alexander Schimmelbusch, Carmen Stephan, Alexander Wallasch, Raul Zelik und Anne Zielke. Zu den internationalen Autoren gehören Paul Beatty, Zaza Burchuladze, Leonard Cohen, Erin Cosgrove, Tracey Emin, Matias Faldbakken, Sebastian Horsley, Leena Krohn, Alban Lefranc, Paulo Lins, Richard Milward, Murathan Mungan, Tony Parsons, Joseba Sarrionandía und Hunter S. Thompson.

## Aktivitäten
Neben der Publikation von Büchern organisierte Blumenbar Veranstaltungen und temporäre Bars. Stationen waren unter anderem die Alte Kongresshalle München, der Kunstverein München im Hofgarten und das Neue Haus der Münchner Kammerspiele. 2009 initiierte Blumenbar die Hotlist, den jährlich vergebenen Buchpreis der unabhängigen Verlage.

## Auszeichnungen
- 2003 Buchmarkt-Award in Gold
- 2006 Aufnahme aller bisherigen Titel in die Graphische Sammlung der Pinakothek der Moderne
- 2006 Longlist-Nominierung beim Deutschen Buchpreis für den Roman »Berliner Verhältnisse« von Raul Zelik
- 2007 3Sat-Preis und Publikumspreis beim Ingeborg-Bachmann-Wettbewerb für Peter Licht